# AJS Model 20
Het AJS Model 20 was een 500cc-motorfiets die het Britse merk AJS produceerde van 1948 tot 1958. 

## Voorgeschiedenis
AJS was al in 1909 opgericht in Wolverhampton. Het had zich in de jaren tien en de -twintig ontwikkeld tot een merk met een groot scala aan modellen van 250- tot 1.000 cc. In 1927 kwamen er echter financiële problemen en in 1931 besloten de aandeelhouders het faillissement aan te vragen. Het merk werd verkocht aan Matchless dat de productie meteen overplaatste naar de Matchless-fabrieken in Woolwich. De AJS-modellen vormden een welkome aanvulling op het beperkte programma van Matchless. Nadat in 1937 ook Sunbeam was overgenomen, kreeg het samenwerkingsverband de naam Associated Motor Cycles. Na de Tweede Wereldoorlog, toen Sunbeam alweer was doorverkocht, begon AMC via badge-engineering identieke eencilindermodellen te maken die onder beide merknamen werden verkocht. Het kreeg echter steeds meer concurrentie van tweecilinders, met name paralleltwins zoals de al in 1937 ontwikkelde Triumph Speed Twin en de in 1946 gepresenteerde BSA A7.

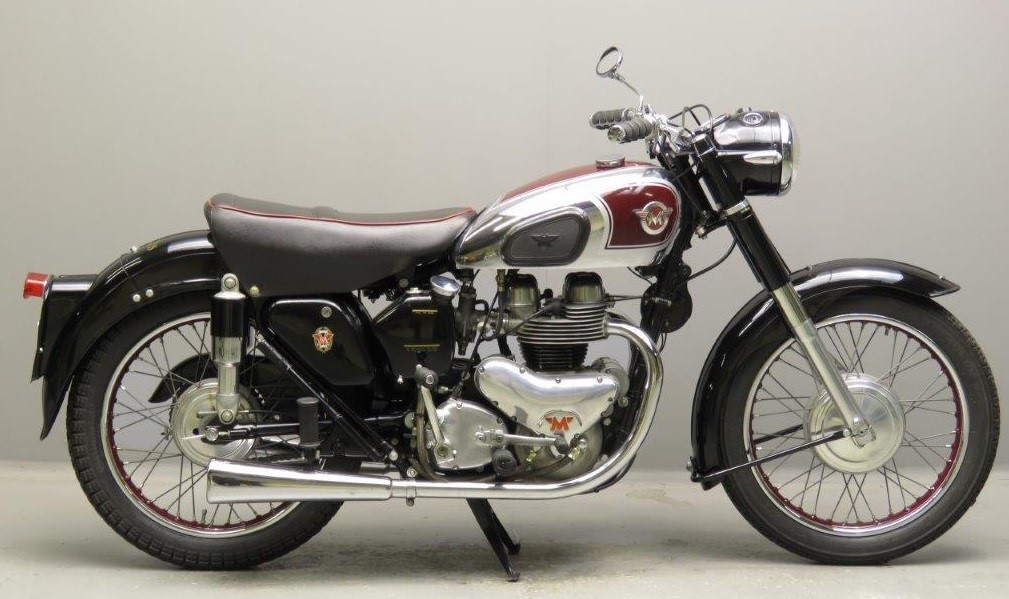
De identieke Matchless G9

## AJS Model 20
Zowel Associated Motor Cycles als Norton reageerden tijdens de Earls Court-show van 1948, Norton met de Norton Seven en AMC met het AJS Model 20 en de Matchless G9. Toch was het Model 20 op de eerste plaats bedoeld voor de Verenigde Staten, terwijl voor Britse klanten de eencilinder AJS Model 18 beschikbaar was. Pas in 1949 werd het Model 20 ook in Europa beschikbaar. Ten opzichte van zijn concurrenten had de machine het voordeel van behoorlijke achtervering. De Triumph had alleen de door Edward Turner ontwikkelde Sprung hub-naafvering en de BSA had een star achterframe. De AJS-swingarm was voorzien van twee veerelementen met hydraulische schokdempers, die nog niet veel indruk maakten (ze kregen de bijnaam "Candlesticks"), maar waar het Model 20 aan vermogen iets tekort kwam, werden de moderne styling met megafoonuitlaten, de afwerking, het duozadel en het stuurgedrag geprezen. Er werd in de loop van de jaren weinig aan de machine gewijzigd. In 1951 werden de achterdempers vervangen door nieuwe exemplaren die de bijnaam "Jampot" kregen en in 1952 werd de Burman-vierversnellingsbak vernieuwd. In 1956 verscheen het 600cc-AJS Model 30 (Matchless G11), maar het Model 20 ging pas in 1958 uit productie. Toen was zelfs het 650cc-AJS Model 31 (Matchless G12) al op de markt. 

### Motor
De motor was een luchtgekoelde 498,1cc-paralleltwin met twee laagliggende nokkenassen, een voor en een achter de cilinder. Hij had zoals gebruikelijk een lange slag van 72,8 mm, terwijl de boring slechts 66 mm bedroeg. Er was een dry-sump smeersysteem toegepast. De enkele carburateur was een Amal 376/6 en de ontsteking verliep via een Lucas K2F-magneet. De motor werd gestart door een kickstarter die op de losse versnellingsbak zat. 

### Transmissie
De aandrijving verliep via een primaire ketting die in een oliebad liep, een meervoudige natte plaatkoppeling, een Burman-vierversnellingsbak en een secundaire ketting die een open kettingscherm had. 

### Rijwielgedeelte
Het Model 20 had een semi-dubbel wiegframe, met een enkele buis die vanaf het balhoofd naar de onderkant van het motorblok liep en daar in tweeën werd gesplitst. Voor was de door AMC zelf ontwikkelde Teledraulic-telescoopvork gemonteerd, achter twee AMC-veer/demperelementen. Beide wielen waren voorzien van trommelremmen.